# Lista de obras de arte pública de Lisboa
Lista das obras de arte pública no distrito de Lisboa. As obras listadas estão organizadas por município e por ordem alfabética. Todas elas são visíveis de ou estão em espaços públicos e consistem em estátuas, bustos, esculturas abstratas, murais, fontanários ou afins.

## Alenquer
| Imagem | Título/Tema | Localização | Autor | Ano | Descrição e referências |
| ------ | ----------- | ----------- | ----- | --- | ----------------------- |
|        |             |             |       |     |                         |

## Amadora
| Imagem | Título/Tema | Localização | Autor | Ano | Descrição e referências |
| ------ | ----------- | ----------- | ----- | --- | ----------------------- |
|        |             |             |       |     |                         |

## Arruda dos Vinhos
| Imagem | Título/Tema | Localização | Autor | Ano | Descrição e referências |
| ------ | ----------- | ----------- | ----- | --- | ----------------------- |
|        |             |             |       |     |                         |

## Azambuja
| Imagem | Título/Tema | Localização | Autor | Ano | Descrição e referências |
| ------ | ----------- | ----------- | ----- | --- | ----------------------- |
|        |             |             |       |     |                         |

## Cadaval
| Imagem | Título/Tema | Localização | Autor | Ano | Descrição e referências |
| ------ | ----------- | ----------- | ----- | --- | ----------------------- |
|        |             |             |       |     |                         |

## Cascais
| Imagem | Título/Tema                                                   | Localização                                  | Autor                                               | Ano           | Descrição e referências |
| ------ | ------------------------------------------------------------- | -------------------------------------------- | --------------------------------------------------- | ------------- | --- |
|        | —                                                             | Pç. Ayrton Senna, Estoril                    | —                                                   | —             | Escultura de pedra. |
|        | —                                                             | Av. Rei Humberto II de Itália, Cascais       | —                                                   | —             | Conjunto escultórico de pedra. |
|        | António Pereira Coutinho                                      | Jardim da Ig. N.ª Sra. Assunção, Cascais     | António Duarte                                      | 1974          | Busto de pedra azulino de Cascais sobre pedestal cilíndrico de pedra lioz. |
|        | Carlos I de Portugal                                          | Av. D. Carlos I, Cascais                     | Luís Valadares                                      | 2008          | Estátua de bronze de Carlos I, de binóculos na mão a olhar o mar da ponte de um navio. |
|        | Chafariz da Marquesa                                          | Lg. do Prior, Cascais                        | —                                                   | séc. XIX      | Chafariz de calcário rosa e calcarras de bronze. Originalmente situado no largo Dr. Passos Vela, até ser erguida uma estátua no largo.                                                                                                 |
|        | Diogo de Meneses                                              | Av. D. Carlos I, Cascais                     | Augusto Cid                                         | 2010          | Estátua de bronze. |
|        | Fausto Cardoso de Figueiredo                                  | Jardim do Casino Estoril                     | Leopoldo de Almeida                                 | 1971          | Estátua de bronze. No pedestal encontram-se inscritas citações do próprio representado, de Augusto de Castro e da mercê do Estoril a Afonso III a Estêvão Anes, 1.º senhor do Estoril.                                                 |
|        | Homenagem a Gago Coutinho e Sacadura Cabral                   | Av. da República, Parede                     | —                                                   | —             | Monumento de pedra. Encontra-se inscrito "Por ventos nunca ainda dominados", "Glória aos aviadores Gago Coutinho e Sacadura Cabral pela travessia Lisboa Rio de Janeiro 17-6-1922. Homenagem do povo de Parede".                       |
|        | Jaime Artur da Costa Pinto                                    | Jardim da R. Júlio Pereira de Mello, Cascais | António Duarte                                      | 1954          | Estátua de bronze. |
|        | Luís de Camões                                                | Lg. Camões, Cascais                          | —                                                   | 1924 (inaug.) | A estátua de pedra de Ançã sobre base de mármore. Foi cedida, em 1980, pelo Museu de Escultura Comparada de Mafra para a remodelação do largo, inaugurado em 10 de junho de 1980.                                                      |
|        | Memorial da Grande Guerra                                     | Jardim Visconde da Luz, Cascais              | Simões de Almeida (sobrinho)                        | 1924          | Estátua de mármore de uma mulher de luto. |
|        | Monumento ao Regimento de Cascais                             | Av. D. Carlos I, Cascais                     | A. Anjos Teixeira                                   | 1921          | Estátua de mármore de um soldado. |
|        | Monumento aos Descobrimentos Portugueses                      | Av. D. Carlos I / Pç. 5 de Outubro, Cascais  | Sousa Araújo                                        | 1992          | Estátua de bronze de figura feminina cujo cabelo lembra os cabos dos navios. O pedestal de pedra contém uma tabuleta de bronze com o mapa das travessias.                                                                              |
|        | Monumento Evocativo da Inauguração do Parque Marechal Carmona | Pq. do Gandarinha, Cascais                   | Leopoldo de Almeida (esc.), Miguel Jacobetty (arq.) | 1948          | Escultura de pedra uma esfera armilar sobre um cilindro. |
|        | Out of the Blue                                               | R. dos Vidroeiros / R. da Torre, Cascais     | Matthias Contzen                                    | 2008          | Escultura de mármore, concebida para a exposição ArteMar Estoril, em 2008. |
|        | Papa João Paulo II                                            | Lg. da Assunção, Cascais                     | Alves André                                         | 2010          | Estátua de bronze. Homenagem da paróquia de Cascais. |
|        | Passos Vela                                                   | Lg. Dr. Passos Vela, Cascais                 | António Duarte                                      | 1942          | Estátua em pedra lioz sobre base de azulino de Cascais. Situa-se no largo intitulado em honra ao representado e junto à casa onde viveu.                                                                                               |
|        | Pedro I de Portugal                                           | Pç. 5 de Outubro, Cascais                    | António Duarte                                      | 1964          | Estátua de bronze. Erguida a propósito do 6.º centenário da elevação de Cascais a vila. |
|        | Pés                                                           | Pq. do Gandarinha, Cascais                   | Vítor Ribeiro                                       | 1994          | Conjunto escultórico de calcário que representa dois pés. Simula um fragmento de uma grande estátua, pelo que apresenta uma intenção de reprodução arqueológica. Foi realizada no âmbito do Simpósio de Escultura em Cascais, em 1994. |

## Lisboa
| VIRTVTIBVS MAIORVM VT.SIT.OMNIBVS.DOCVMENTO.P.P.D. |

| Fryderyk Chopin 1810-1849 |

| Monumento inaugurado por Sua Excelência Presidente da República da Polónia Bronisław Komorowski e por Sua Excelência Presidente da Câmara Municipal de Lisboa António Costa 19 de Abril de 2012 |

| Fryderyk Chopin 1810-1849 |

| Monumento inaugurado por Sua Excelência Presidente da República da Polónia Bronisław Komorowski e por Sua Excelência Presidente da Câmara Municipal de Lisboa António Costa 19 de Abril de 2012 |

| Dr. João de Deus Ramos 1878-1953 |

| Manoel Pinheiro Chagas 1842-1895 |

| Por subscripção promovida pela "Mala da Europa" em Portugal e na Brazil. |

| Manoel Pinheiro Chagas 1842-1895 |

| Por subscripção promovida pela "Mala da Europa" em Portugal e na Brazil. |

| Manoel Pinheiro Chagas Morgadinha de Val-flor MCMXXV. |

| Manuel Rocha 1913-1981 Figura notável da engenharia e da investigação científica |

| 1993 Homenagem da C.M.L. Cultura e Ordem dos Engenheiros |

| Manuel Rocha 1913-1981 Figura notável da engenharia e da investigação científica |

| 1993 Homenagem da C.M.L. Cultura e Ordem dos Engenheiros |

| Ao serviço da Pátria o esforço da Grei |

| 9.3.1916 a Alemanha declara guerra a Portugal 11.11.1918 Armistício 28.6.1919 paz |

| Ao serviço da Pátria o esforço da Grei |

| 9.3.1916 a Alemanha declara guerra a Portugal 11.11.1918 Armistício 28.6.1919 paz |

| A Simón Bolívar 1783-1830 o "Libertador" Héroi da independência sul-americana |

| Son alta estima mira la América a quien abandonando su propio pais viene trayendo ciencias artes industrias talentos y virtudes. Bolivar 1828 |

| La libertad es el único obieto digno del sacrificio de la vida de los hombres. Bolivar 1815 |

| Venezuela Colômbia Equador Peru Bolívia Panamá Homenagem da comunidade por- tuguesa da Vene- zuela e da Câma- ra Municipal de Lisboa em 17.XII.1978 |

| A Simón Bolívar 1783-1830 o "Libertador" Héroi da independência sul-americana |

| Son alta estima mira la América a quien abandonando su propio pais viene trayendo ciencias artes industrias talentos y virtudes. Bolivar 1828 |

| La libertad es el único obieto digno del sacrificio de la vida de los hombres. Bolivar 1815 |

| Venezuela Colômbia Equador Peru Bolívia Panamá Homenagem da comunidade por- tuguesa da Vene- zuela e da Câma- ra Municipal de Lisboa em 17.XII.1978 |

## Loures
| Imagem | Título/Tema | Localização | Autor | Ano | Descrição e referências |
| ------ | ----------- | ----------- | ----- | --- | ----------------------- |
|        |             |             |       |     |                         |

## Lourinhã
| Imagem | Título/Tema | Localização | Autor | Ano | Descrição e referências |
| ------ | ----------- | ----------- | ----- | --- | ----------------------- |
|        |             |             |       |     |                         |

## Mafra
| Imagem | Título/Tema | Localização | Autor | Ano | Descrição e referências |
| ------ | ----------- | ----------- | ----- | --- | ----------------------- |
|        |             |             |       |     |                         |

## Odivelas
| Imagem | Título/Tema | Localização | Autor | Ano | Descrição e referências |
| ------ | ----------- | ----------- | ----- | --- | ----------------------- |
|        |             |             |       |     |                         |

## Oeiras
| Imagem | Título/Tema | Localização | Autor | Ano | Descrição e referências |
| ------ | ----------- | ----------- | ----- | --- | ----------------------- |
|        |             |             |       |     |                         |

## Sintra
| Imagem | Título/Tema         | Localização                | Autor               | Ano  | Descrição e referências |
| ------ | ------------------- | -------------------------- | ------------------- | ---- | --- |
|        | Maria I de Portugal | Palácio Nacional de Queluz | João José de Aguiar | 1797 | Estátua de mármore da rainha com a túnica e a coroa de louros da deusa Minerva, protetora das Artes e das Letras. O pedestal contém inscrições, relevos e, na parte de trás, o brasão da rainha. O pedestal está rodeado de estátuas alegóricas dos quatro continentes (África, América, Ásia, Europa). |

## Sobral de Monte Agraço
| Imagem | Título/Tema | Localização | Autor | Ano | Descrição e referências |
| ------ | ----------- | ----------- | ----- | --- | ----------------------- |
|        |             |             |       |     |                         |

## Torres Vedras
| Imagem | Título/Tema | Localização | Autor | Ano | Descrição e referências |
| ------ | ----------- | ----------- | ----- | --- | ----------------------- |
|        |             |             |       |     |                         |

## Vila Franca de Xira
| Imagem | Título/Tema | Localização | Autor | Ano | Descrição e referências |
| ------ | ----------- | ----------- | ----- | --- | ----------------------- |
|        |             |             |       |     |                         |